# Casimiro Barello Morello
Casimiro Barello Morello (Cavagnolo, 31 de enero de 1857-Alcoy, 9 de marzo de 1884) fue un peregrino piamontés.

## Biografía

### Primeros años

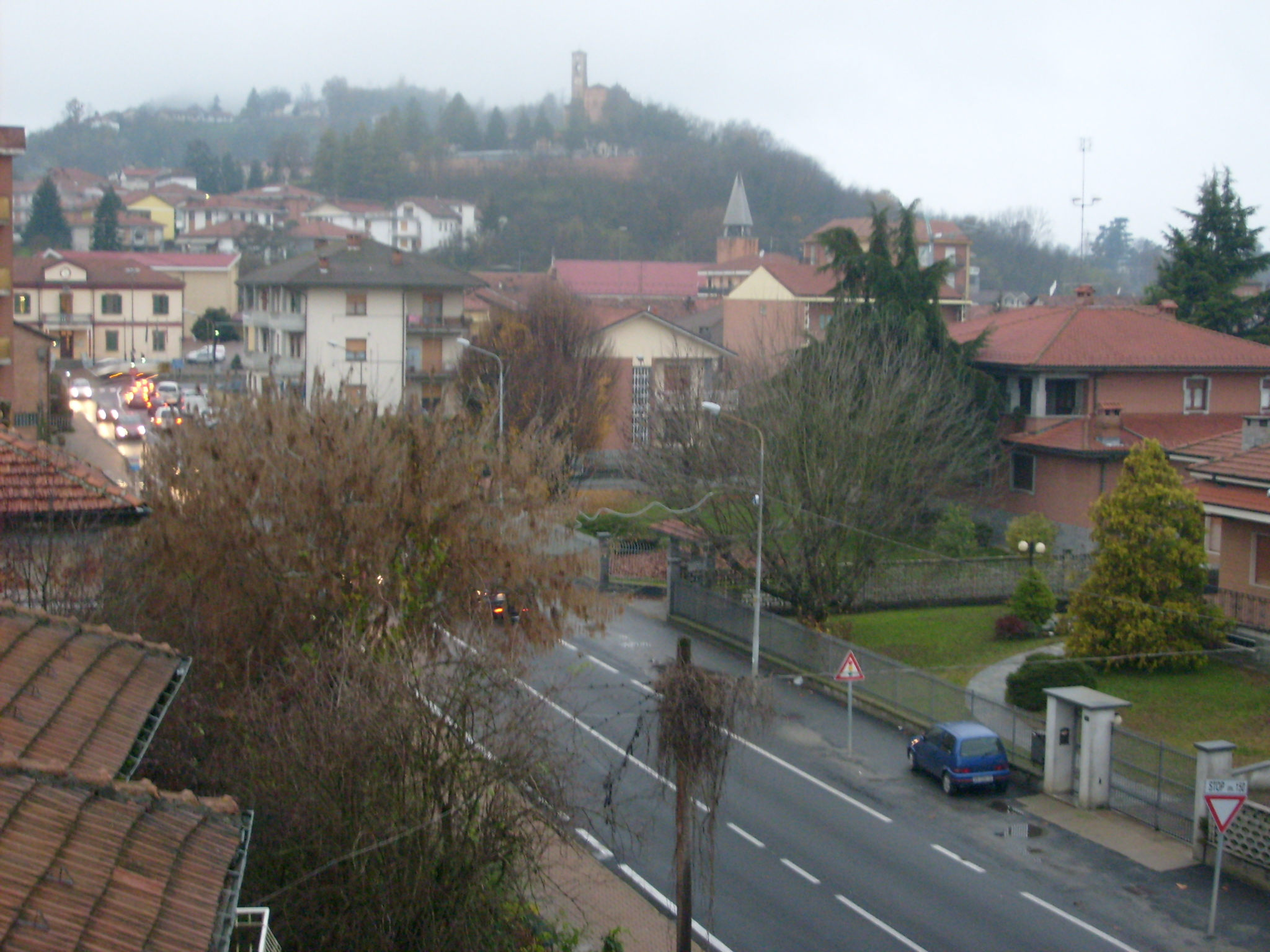
Cavagnolo, lugar de nacimiento de Casimiro Barello.

Nació en el pueblo italiano de Cavagnolo siendo bautizado en la parroquia de San Eusebio con el nombre de Casimiro Juan Maria. Acudió a la escuela municipal que dirigía su tío Domenico Morello desde bien pequeño. El 13 de agosto de 1868 recibió del obispo de Casale Monferrato Pietro Maria Terré el sacramento de la Confirmación siendo su padrino el Conde de Brosolo, Casimiro Radicati. Su madre falleció el 13 de septiembre de 1869 teniendo él 12 años. A los 15 años enfermó de gastroenteritis reteniéndolo en cama durante varios meses. Entre la muerte de su madre y esta enfermedad vio el camino católico que debía seguir. Se le apareció dos veces la Santísima Virgen María, acto que hizo que el Señor le encomendase la misión de vida peregrina y penitencial, lo cual aceptó. Casimiro dio veracidad al cura párroco Don Francesco Amione de Cavagnolo de las visiones y le contó que estaba dispuesto a servir a Dios con penitencia.
En otoño de 1874 Casimiro abandona su pueblo natal ya que no encontró campo suficiente para ejercitar su vocación. Su primer destino fue Chieri, destino que fue consultado a un sacerdote de la Compañía de Jesús que en un principio no obtuvo su aprobación pero que más tarde, al conocerlo mejor, le dio la aprobación. De Chieri viajó a Alessandria. Vivió en Sampierdarena, uno de los barrios de Génova y a partir de aquí empezó su vida de santidad. En este barrio vivía con pies descalzos, realizaba ayuno con frecuencia y trabajaba para subsistir como criado de servicio doméstico o como peón de albañil. Más tarde vivió en el Santuario de la Santa Casa y en Roma. Según una carta de su tío Domenico el 23 de marzo de 1875 partió desde Roma hacia Nápoles con la intención de llegar a Tierra Santa, pero fue detenido como vagabundo y fue devuelto con su familia a Cavagnolo.
Tras la vuelta a su casa le insistió a su padre que se volviera a casar. Su padre quedó viudo muy joven, pero este se negaba. Casimiro al ver que su padre podría obligarle a casarse se escapó a una alta montaña que le costó de subir y que utilizó para orar. En dicha montaña se alimentó de hierbas. Tuvo que abandonar la montaña por las bajas temperaturas y las tempestades de nieve, ya que no existía ninguna cavidad donde pudiera alojarse. Desde ese momento empezó su peregrinación para predicar su ejemplo de pobreza, humildad, caridad y la verdadera abnegación. Volvió a su casa natal para después volver a Génova para recibir el consentimiento de peregrinación hacia los lugares sagrados del mundo. 

### Primer viaje
Casimiro viajó hacia España. Durante su estancia en España también tuvo tiempo de visitar Portugal predicando, aunque se desconocen los lugares que visitó. De estos viajes, existentes gracias a las cartas hacia su padre y hermano, se sabe que estuvo con un comerciante español con relaciones con Italia que además le servía de intérprete. También se sabe que cayó enfermo y que el comerciante lo sacó del hospital donde estuvo para cuidarlo en su casa. Este comerciante escribió al padre de Casimiro para notificarle de la enfermedad. También Casimiro pidió limosna en algún lugar de España con otra persona para ser entregado a unos hermanos que llevaban un hospicio de pobres. Durante un día recogieron un total de 500 monedas y cantidades grandes de trigo y garbanzos. Otra de las revelaciones que le indicó a su hermano por carta fue la de la Virgen María de un altar que fue iluminado con un rayo de luz mientras se oficiaban los oficios. En 1878 volvió a su país natal para hacer el servicio militar y así cumplir las leyes italianas. En su regreso fue prisionero en Savona, haciendo parada en Sampierdarena. Su primer destino como militar fue servir a un cuerpo de tiradores, después al regimiento de infantería número 72 de Verona donde fue castigado por renunciar al nombramiento de cabo. Más tarde asistió a maniobras en el campo de Bussolengo. Por su buena conducta y comportamiento en Pescara fue puesto a las órdenes del Coronel. Tras finalizar el servicio militar en 1880 se le concedió continuar al servicio militar italiano por su gran interés, algo que rechazó. Tras la vuelta, sus compañeros del servicio militar cantaban y reían, mientras Casimiro leía un libro. El viaje en automóvil fue hasta Ancona donde partió de nuevo hacia Roma. Uno de sus compañeros, Giuseppe di Michele, recibió 30 liras para que le pagase una deuda con su tío y además fuese a visitar a su familia a su población natal. A finales de 1880 y tras haber finalizado el servicio militar escribió a su padre para obtener permiso para irse de peregrinación. A la vez escribió a la mujer con la que estaba prometida para rechazarla y dejarle claro que daba su vida al servicio de Dios. Es entonces cuando emprende su segundo viaje.

### Segundo viaje
Casimiro tras finalizar el servicio militar emprende de nuevo su viaje hacia España, esta vez a Barcelona. Durante su estancia en Barcelona acudió al Santuario de Montserrat. Más tarde cayó enfermo de nuevo y se refugió en un hospital, posiblemente en el hospital de Santa Marta para peregrinos adosado a la Iglesia de Santa Marta, ya que en el otro hospital existente de la ciudad no existe ningún registro a nombre de Casimiro Barello. Tras recuperarse de su enfermedad, en 1881, emprendió su viaje hacia el sur llegando Cambrils, una población cercana a Tarragona. Durante su estancia en Cambrils, el cura de la población describía a Casimiro como una persona que comía poco, se pasaba el día y la noche rezando, rechazó dormir en una cama y el dinero que ganaba lo daba a las personas más necesitadas. Entre su estancia profetizó la muerte de dos hijas de su amo que fallecieron en 1883 con pocos días de diferencia. Los siguientes viajes se desconocen más que por sus cartas. Luego estuvo en Almería. También estuvo en Murcia donde se le recuerda como alguien sin dinero. El 25 de diciembre de 1881 se le recuerda entrar en la población de Encinas Reales en la zona de Córdoba donde se instaló en la casa de Fausto Puisebut, casa donde se albergaban los pobres. Estuvo en este pueblo hasta el 28 de diciembre. El cura de Encinas Reales le pagó a Casimiro dos monedas de cinco pesetas que acabó destinando a una niña recién nacida. Tras abandonar el lugar se dirigió hacia Málaga por carretera para llegar a Benamejí y Antequera donde estuvo en esa zona durante el invierno de 1881 y 1882. Durante su estancia en esta zona estuvo retirado en una zona desértica al ser angustiado por una tentación siendo confortado con una celeste visión. El siguiente lugar donde fue visto fue en Valverde del Júcar en Cuenca, reconocido por ser apedreado pro unos niños que luego perdonó acariciándolos. Un vecino le hospedó llamándole la atención su rechazo por una cama. En la misma provincia de Cuenca estuvo en agosto de 1882 en Tarancón. Estando en esta población escribió a su tío para darle el pésame por la muerte de su padre. Su padre falleció el 25 de noviembre de 1881. En la carta pide a su tío que le informe de cómo van las cosas en su casa. La carta fue franqueada en Madrid, su siguiente destino. En dicha carta indicaba su dirección, en ese momento Patio grande del Saladero. Esto indica que Casimiro estaba en la cárcel. Su ingreso fue el 1 de septiembre de 1882 y fue detenido por el Gobierno Civil de Cuenca. Gracias al cónsul de Italia fue puesto en libertad el 19 de septiembre. Durante su estancia en la cárcel repartió comida entre los presos y vestía una manta cosida con tres agujeros para los brazos y la cabeza, así como una cuerda para la cintura. Tras salir de la cárcel fue a Arganda del Rey en Madrid donde continuó su penitencia a miradas de la gente que lo observaba. Un vecino de la población le dio cobijo donde, como en otras ocasiones, rechazó una cama durmiendo esta vez debajo de una escalera. Este es el final de su viaje, pues no se tienen más noticias de él. Casimiro volvió a Italia para peregrinar por su nación.

### Casimiro en Italia

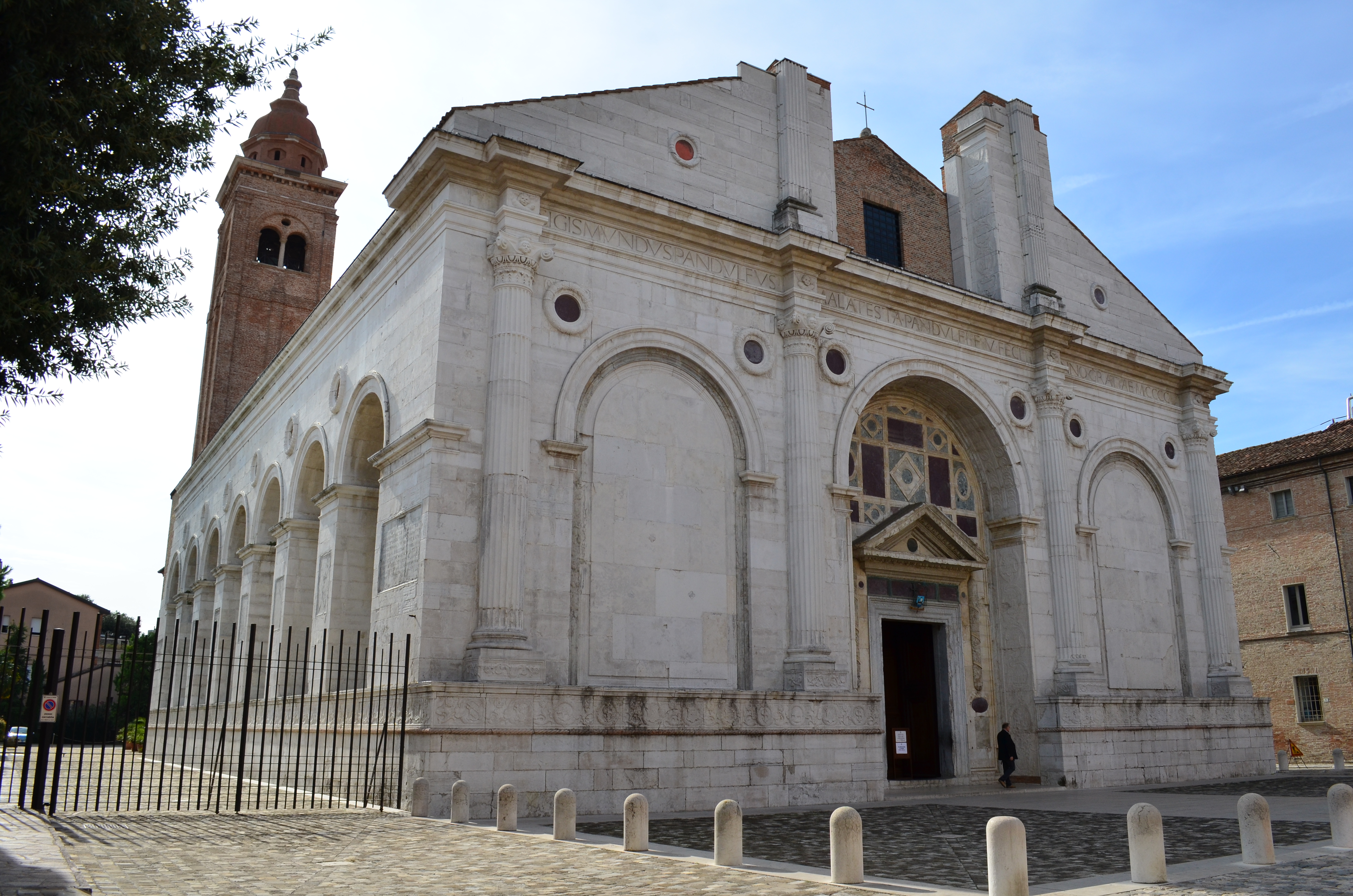
Catedral de Rimini, uno de los lugares done estuvo Casimiro Barello.

Casimiro deja España para regresar a su pueblo natal. En diciembre de 1882 llega a Francia donde pasa por Toulouse, lugar donde unos doctores se interesan por el estado del peregrino. Después llega a Montpellier donde es detenido. Llega finalmente a Cavagnolo en febrero de 1883. Durante su estancia en Cavagnolo estuvo todo el día en la iglesia en la misma posición de rezo. Rechazó cualquier alimento que se le diera mientras ayunaba y rechazó todos los bienes que heredó de sus padres. En abril de 1883 parte hacia Génova abandonando así su pueblo natal. En Génova estuvo en el Pío Instituto de Hijos de María con otros seminaristas quienes le escuchaban. Tras dejar Génova visitó Bogliasco, Sori y Zoagli. En mayo de 1883 fue encarcelado en la cárcel de Santa Eufemia de Módena donde se encontraba feliz de estar recluido. Estuvo retenido tres días. Al salir fue a Rimini donde continuó rezando. Estando en la catedral de Ramini se confesó con el sacerdote Don Serafín Guardini quien le dijo que quería marchar a Loreto y que anteriormente había estado en Bolonia donde estuvo con su antiguo coronel. También que tenía intenciones de volver a Roma y visitar al Papa. Tras salir de Ramini estuvo en Loreto y a principios de junio de 1883 llegó a Lanciano, tal como se encomendó, visitando los santuarios de allá por donde pasaba. Siguió rezando con insistencia. En Lanciano estuvo con el reverendo Arcediano en un pequeño Instituto de Caridad. Casimiro le dio todo su capital, que eran nueve monedas. Más tarde, y tras hacer un sermón a los Hijos de San José obtuvo la inscripción a la Tercera Orden de San Francisco. A mitad de junio abandonó Lanciano donando a Arcediano un libro de la vida de San Arduino de Turín. Marchó a Montefalcone entrando en la iglesia principalmente para seguir rezando. Volvió a rechazar una cama y durmió en el suelo. El arcipreste quiso acogerlo en su casa, pero fue detenido antes de poder solicitarle que se fuera con él. La policía lo detuvo creyendo que era un vagabundo por sus malas formas de vestir. El arcipreste solicitó rápidamente su liberación. Su siguiente destino fue Trivento no sin antes ser insultado por unos malhechores que tras llamarle el diablo, este hizo la señal de la cruz y sacó un crucifijo rogando que fuera besado para que fueran perdonados, lo cual aceptaron y se fueron. Como en otros lugares, al llegar a Trivento fue directamente a su catedral para seguir rezando y se le quiso dar hospedaje siendo rechazado por el mismo. Otras poblaciones que visitó en aquella zona fueron Salcito, Frosolone, San Biase y Agnone donde fue acogido por la población y otra vez encarcelado por su aspecto de vagabundo. Finalmente, y hasta su vuelta a Cavagnolo, visitó Campobasso en Nápoles. En esta localidad estuvo en agosto de 1883, pero fue detenido de nuevo y llevado finalmente a su pueblo natal pasando por diferentes cárceles del país llegando a Cavagnolo en septiembre de 1883. Esta sería la última vez que visitaría su pueblo natal. En el pueblo fue bien recibido y su familia instaba a que no abandonase su lugar, pero este les convencía para que le dejaran marchar. Solicitó al arcipreste continuar su peregrinaje por España, ya que consideraba que no podía continuar por Italia. Entonces partió hacia Génova para conseguir los pasaportes para poder viajar hacia España. 

### Tercer viaje

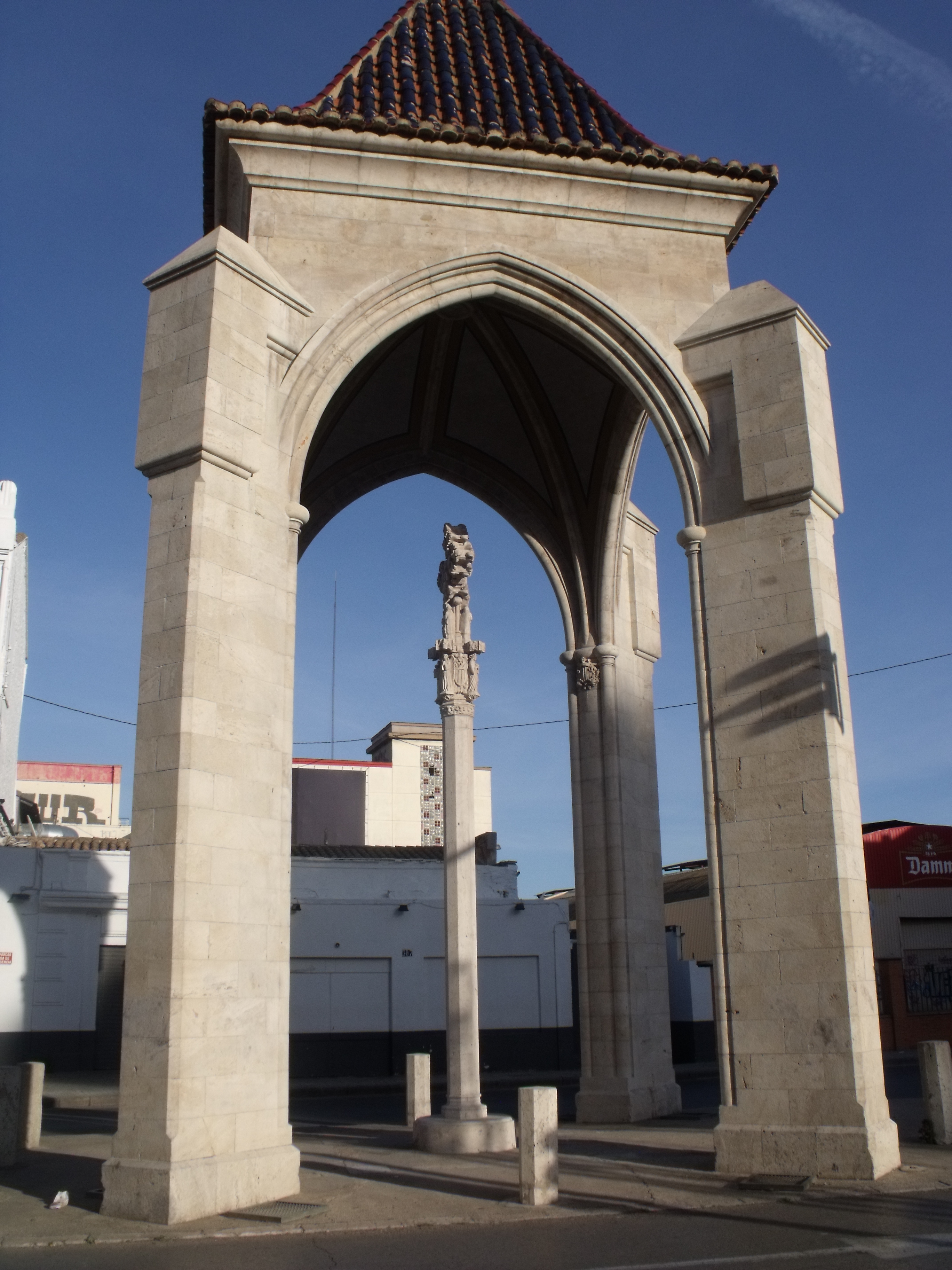
Cruz cubierta de Valencia, lugar de despedida.

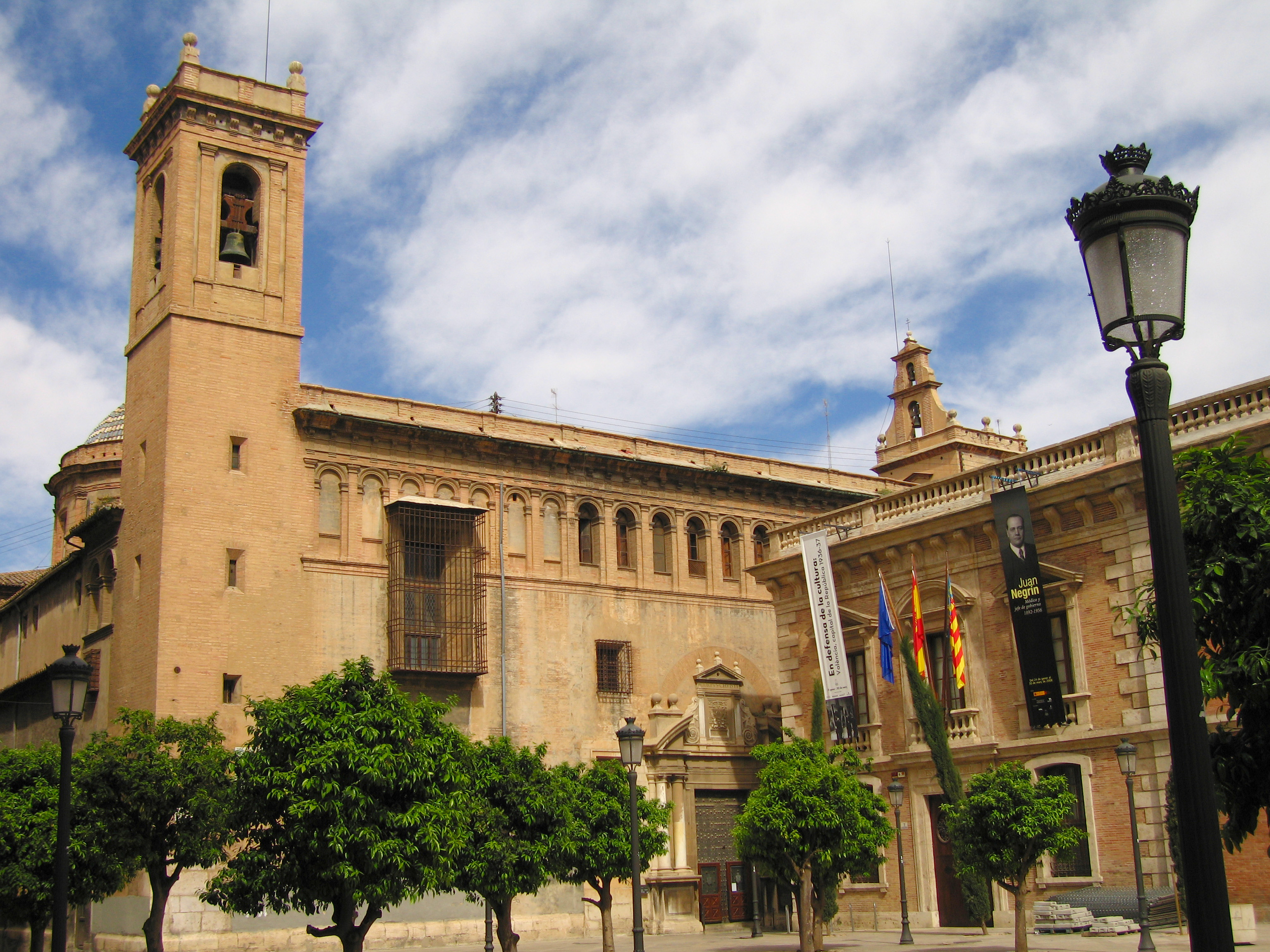
Iglesia del Real Colegio Seminario del Corpus Christi de Valencia.

Su primer destino en el viaje fue Arenzano aún en Italia. El 28 de octubre de 1883 entraba en la población de Fréjus, en Francia, donde estuvo tres días acudiendo a la iglesia de San Francisco de Paula. El 1 de noviembre llegaba a  Saint-Maximin-la-Sainte-Baume, otro de los lugares donde fue visto antes de llegar a España. En esta población afirmó a un sacerdote que su destino era visitar el sepulcro de Santiago el Mayor en la catedral de Santiago de Compostela. El 3 de enero de 1884 los vecinos de Turís ven al peregrino pasar en dirección a Alicante. Llega a Valencia negándose a entrar, pero accediendo finalmente tras equivocarse tres veces de camino volviendo de nuevo a la ciudad. Casimiro tenía interés en llegar cuanto antes a Alicante, pues varios religiosos de su misma Compañía habían sido expulsados de la ciudad mientras estaban de misión y deseaba llegar para salvar sus almas y dar ejemplo. Estando en Valencia visitó el pozo de la casa natal de Vicente Ferrer y la Casa Beneficencia donde celebraban las Cuarenta Horas. En su estancia en Valencia, el señor Teodoro Minguet y Rosell estuvo observándole todo el día para ver su comportamiento. Acabó convenciéndolo para que se quedara en su casa, ubicada en la calle Rubiols número 1. Durante su estancia en Valencia se pasaba las horas rezando de iglesia en iglesia, una de ellas la del Real Colegio Seminario del Corpus Christi. Se le confeccionó un nuevo hábito en forma de túnica de la Orden Franciscana despojándole del saco que llevaba como vestimenta y se le arreglaron los cabellos y la barba. El 5 de febrero de 1884 Casimiro abandona la casa de Teodoro Minguet a las cuatro de la mañana. Fue acompañado hasta la cruz cubierta de la ciudad de Valencia recibiendo la bendición de Teodoro Minguet. Casimiro parte hacia el sur, visitando Masanasa, Alginet, Alcudia de Carlet, Alberique, lugar donde se celebraba el Jueves lardero o Jueves de Carnaval. En todos los lugares a los que acúdia fue recibido por el cura parroquial del pueblo y sus habitantes quienes le ofrecían hospedaje. Visitó sus iglesias y continuó rezando en todas ellas. En su camino hacia el sur llega a los pueblos de La Costera donde especialmente le llama la atención Játiva por su Colegiata de Játiva. Según el testimonio del cura José Plá Ballester, quien lo recibe en dicha población, llegó el 9 de febrero. En su estancia en Jávita durmió al raso y visitó a los presos de la cárcel donde les obsequió con alimentos que recaudó de la gente de la población. Especialmente habló con dos presos quienes iban a ser ejecutados en las próximas horas, acto que presenció. También visitó a los enfermos del hospital de Jávita donde curó a uno de los enfermos con dolencias en una pierna. En su despedida, en la cruz de Bisquert fue bendecido junto al resto de personas que fueron a despedirse de él. Continuó su camino hacia el sur por varios pueblos como Bellús, Sempere, Guadasequies, Alfarrasí o Montaverner donde fue recibido por sus habitantes. Concretamente en Montaverner curó a una mujer enferma. El 21 de febrero de 1884 se encontraba en la población de Palomar y siguió su camino hacia Albaida. Entrando en Albaida tenía los pies hinchados. El médico José Goula Ordeig creyó en la posibilidad de que tuviera algún órgano interno dañado y que le quedaba poco tiempo de vida. En Albaida estuvo alojado en la casa de la mujer más pobre quien ya evidenciaba que Casimiro estaba muy enfermo. Curó a un joven lesionado con daños en la cara y a una niña con dolores. Continuó su viaje hacia el sur pasando por Muro de Alcoy, donde visitó su iglesia y después visitó Cocentaina. Entró en la población contestana el 22 de febrero. En Cocentaina, un cura que hablaba italiano le comunicó que estaba enfermo y que debía tratarse. Visitó la iglesia del Convento de la Virgen del Milagro y iglesia de Santa María. Al estar enfermo Casimiro tenía frío, por lo que se calentó frente a una chimenea. Poco después emprendió su camino hacia la ciudad de Alcoy. 

### Últimos días

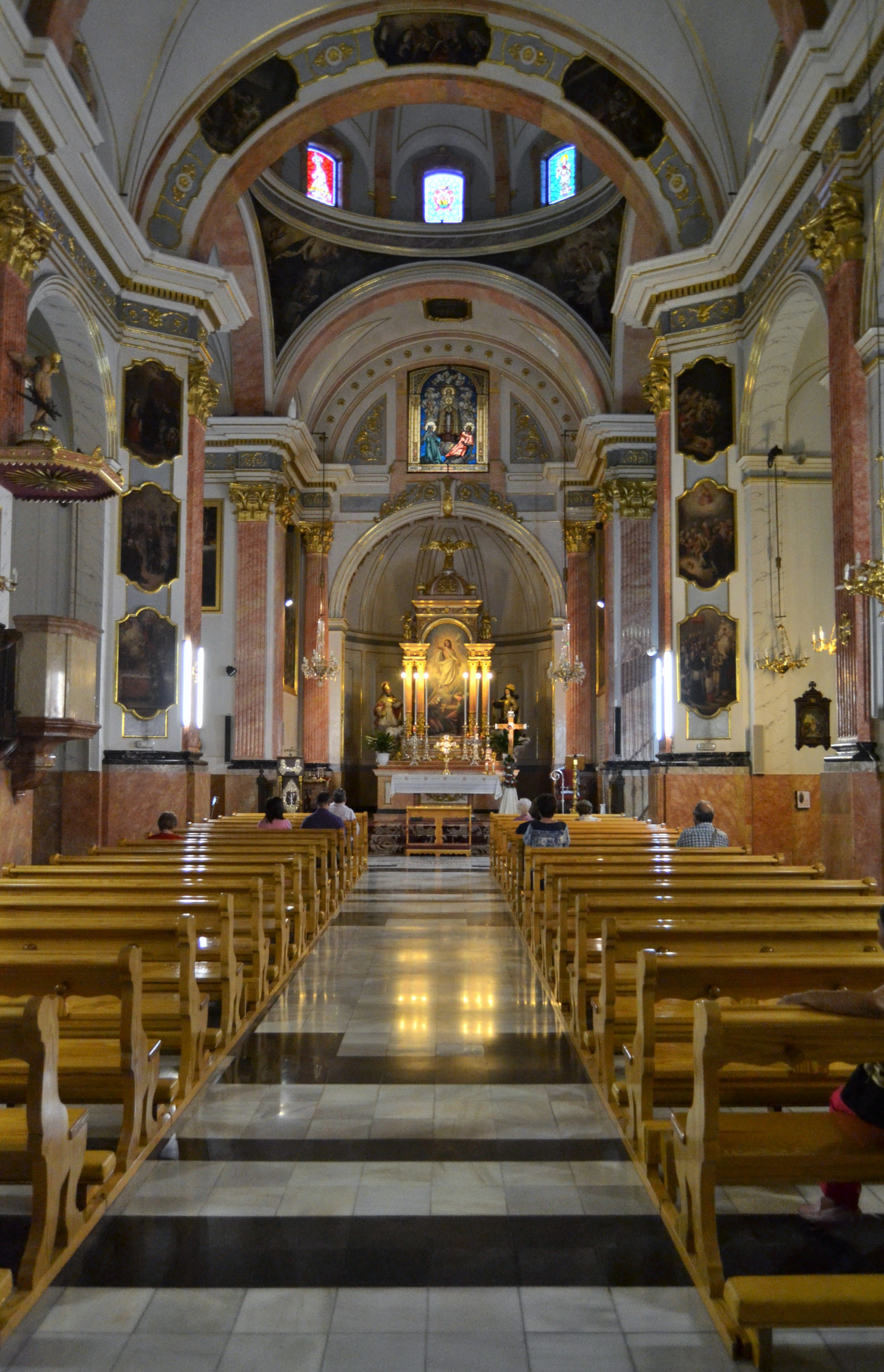
Iglesia del Santo Sepulcro de Alcoy, última iglesia que visitó Casimiro Barello.

Hacía su entrada el 23 de febrero de 1884 a la población alcoyana. Pasó desapercibido entre la muchedumbre que trabajaba en los comercios de la ciudad, excepto por José Valero Muñoz, un comerciante de la calle de Polavieja quien sí le prestó atención y lo reconoció. Acudió primeramente a la Iglesia de Santa María acompañado del comerciante José Valero. Después fue llevado al hospital para que pudiera descansar, pues se negaba a cualquier hospicio donde no hubiera un colchón de paja. Al encontrarse cerrado se encaminaron los dos a casa del comerciante donde durmió en un desván con paja. La mujer de José Valero fue curada por las oraciones de Casimiro y dio a luz a su hijo sin dolencias. El hijo fue llamado Ángel Casimiro, el segundo nombre el del peregrino quien lo apadrinó. Al día siguiente visitó la iglesia de San Agustín en la que estuvo hasta la noche. Al volver a casa del comerciante la imagen de la Inmaculada Concepción que había en la entrada del establecimiento le contestó a la reverencia de Casimiro. En la mañana siguiente se bautizó el hijo de José Valero estando presente Casimiro como padrino de recién nacido. A la tarde visitó a la señora María Moya Segura, viuda de Juan Soler quien se encontraba muy enferma. El 25 de febrero fue visitado por el médico Antonio Tormo tras haber ido como costumbre a la iglesia. Su enfermedad estaba empeorando y el médico le aconsejó que se cuidara. Dos días después fue llevado al Asilo de las Hermanitas de los Pobres estando allí tres días. La mañana del 29 de febrero Casimiro volvió a casa de José Valero donde regaló diferentes objetos a la familia. A la mujer de José Valero le regaló una imagen de la Virgen del Pilar que consiguió de cuando estuvo en el santuario. De una calavera que llevaba consigo sacó una medalla de plata con la imagen de la Purísima Concepción que le regaló a José Valero por tener la casa llena de esta devoción para que la lleve su hijo en el cuello. Durante el día fue visitado por los médicos Antonio Tormo, quien ya lo había visto con anterioridad y Elías Sancho. Ambos calificaron que padecía calentura gástrica y que se iba agravando. El 1 de marzo visitó la iglesia del Santo Sepulcro. Este fue el último día que Casimiro estuvo fuera de casa. Diferentes cartas de los médicos que le atendieron en marzo atestiguaban que estaba muy enfermo, con problemas pulmonares además de los gastrointestinales. El 7 de marzo le fue administrado el Santo Viático que fue anunciado con campanas, algo que hizo que mucha gente acudiera al acto.

### Muerte y entierro

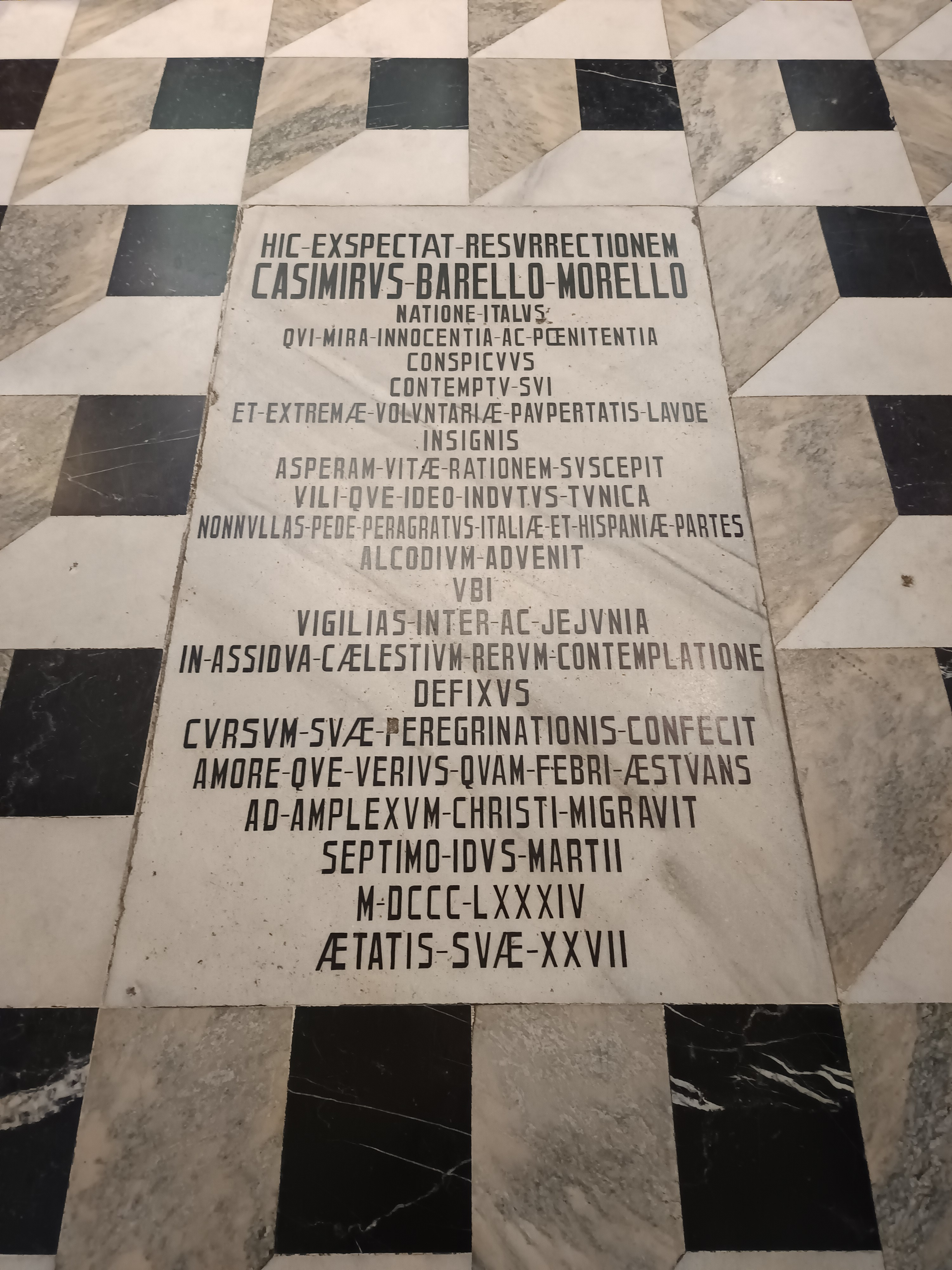
Lápida de Casimiro Barello en la iglesia de San Jorge en Alcoy.

Falleció a las cuatro y media de la tarde del 9 de marzo de 1884 a los 27 años rodeado de curas y la familia de José Valero quien lo estuvo cuidando durante su estancia en Alcoy. Según los médicos padecía fiebre tifoidea y que podría haber sido contagiado en su estancia en Játiva. Se ha llegado a pensar que no murió de esta enfermedad, pues no podría estar expuesto a tanta gente ni ser tocado, pues es una enfermedad muy contagiosa. El mismo día fallecía María Moya Segura, la viuda de Juan Soler que días antes visitó Casimiro. Sobre las 11 de la noche fue trasladado el cuerpo en una caja de cristal hacia la iglesia de San Jorge donde estuvo presente hasta el martes, día que se celebró el entierro. De los pueblos cercanos donde estuvo semanas antes fueron al entierro. El martes 11 de marzo tuvo lugar dicho entierro que llenó la plaza de San Jorge, calles adyacentes y la propia iglesia. El entierro fue acompañado por las calles de la ciudad con los asiliados de las Hermanitas de los Pobres y de la Casa de Beneficencia. Estuvo presente también la orquesta de música Novísima, religiosos franciscanos de Cocentaina, diversos sacerdotes de la ciudad, dos párrocos de Játiva finalizando el acompañamiento José Valero, quien lo hospedó en Alcoy, Teodoro Minguet, quien lo hospedó en Valencia y Santiago Martínez, quien lo hospedó en Játiva. Esta procesión recorría diferentes calles de la ciudad llenas de gentío. El cuerpo de Casimiro fue llevado al cementerio donde estuvo expuesto desde el mismo martes hasta el viernes. Tras la cantidad de visitantes que hubo, el Gobernador Provincial permitió que el cuerpo estuviera en el panteón de la familia Ridaura para que pudiera ser visitado hasta su descomposición. El viernes 14 de marzo el cuerpo fue depositado en una caja de zinc cerrada con llave y enterrado en una fosa propiedad de José Valero. El 20 de junio de 1894 se solicitó la exhumación y posterior entierro en la iglesia de San Jorge que se llevó a cabo el 5 de octubre del mismo año tras aprobarse dicha solicitud. Actualmente continúa enterrado en la misma iglesia.

## Reconocimiento

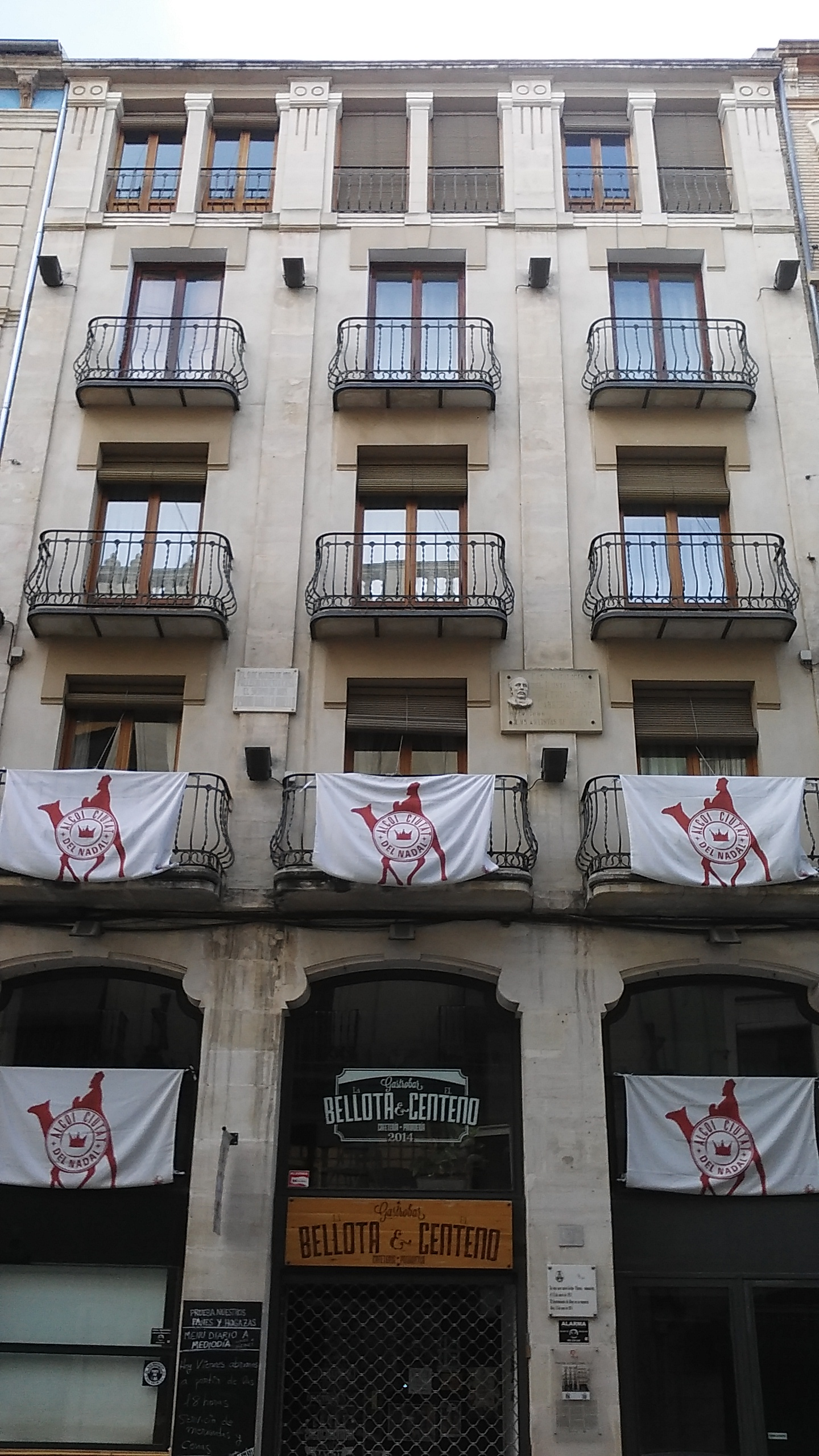
Lugar donde residió Casimiro Barello. En el primer piso a la izquierda se encuentra la placa conmemorativa.

Casimiro Barello fue reconocido posteriormente en prensa en aquellos lugares en los que estuvo. También sus objetos personales, así como la misma cama donde estuvo durmiendo en Alcoy acabó siendo parte de reliquias. También le fueron reconocidos los milagros que hizo en vida y en muerte. En los días posteriores de su entierro en Alcoy seguía recibiendo gente de muchas partes de España para visitar el cuerpo expuesto de Casimiro en el cementerio. Desde su muerte y cada 9 de marzo se celebra en la iglesia de San Jorge su aniversario para reclamar su beatificación. En 1952 fue exhumado de nuevo para ser expuesto a la población y después se volvió a enterrar dentro de la iglesia de San Jorge. 
Con motivo del 25 aniversario de su defunción fue colocada una placa en la casa número 5 de la calle Polavieja (actual San Lorenzo número 3), lugar donde residió el peregrino hasta su muerte. En la misma casa nació el pintor Fernando Cabrera Cantó.
Para el centenario el fin de semana del 10 y 11 de marzo de 1986 acudieron 60 peregrinos desde su pueblo natal Cavagnolo que quedaron impresionados por la gran acogida. Entre los peregrinos que acudieron al acto estuvo el alcalde de la localidad italiana y Angelo Francia, párroco de Cavagnolo quien ofició misa en la iglesia de San Jorge. El Arzobispo de Valencia Miguel Roca Cabanellas ofició misa en la iglesia de Santa María junto con la Polifónica Alcoyana.
El 1 de julio del 2000 el Papa Juan Pablo II lo reconoció como Venerable (véase la lista de Venerables declarados por el Papa Juan Pablo II —en inglés—).